# Hippasus
Hippasus (Oudgrieks: Ίππασος) (ca. 530 v.Chr. - ca. 450 v.Chr.) was een vroege, pythagoreïsch filosoof en wiskundige die actief was in de 5e eeuw v.Chr.. Naast Pythagoras is Hippasus de enige bekende pythagoreïsch filosoof ouder dan Philolaus.

## Biografie
Er is weinig bekend over het leven van Hippasus. Zeer aannemelijk is dat hij floreerde in de 5e eeuw v.Chr., ongeveer een eeuw later dan Pythagoras. Verschillende bronnen vermelden verschillende geboorteplaatsen, maar Metapontum in Magna Graecia is een veelgenoemde plaats. Verder zou Hippasus verantwoordelijk zijn geweest voor een schisma binnen het pythagoreïsche broederschap. Volgens sommige bronnen zou Hippassus namelijk de stichter zijn van een aparte sekte van mathematici (μαθηματικοί), een groep pythagoreeërs die zich voornamelijk bezigden met de wiskunde en de natuurfilosofie. Dit in tegenstelling tot de zogeheten akousmatici (ἀκουσματικοί), een zeer conservatieve groep pythagoreeërs die zich fel verzetten tegen elke vorm van verandering aangaande de dogma's van het  pythagorisme. Waaronder dus de continue progressie die werd geboekt door de mathematici op het gebied van wiskunde en natuurfilosofie. Hippasus zou dus de eerste mathematicus zijn geweest. Toch zijn er ook bronnen die Hippasus juist als een akoesmaticus beschrijven en hem noemen als grondlegger van deze stroming binnen het pythagorisme.
Na zijn ontdekking van het irrationaal getal, zou Hippasus rond 450 v.Chr. op zee zijn verdronken als straf voor het breken met de overtuigingen van de pythagoreïsche school. Dit is echter één versie van Hippasus' dood. Een andere versie stelt dat Hippasus is verdronken omdat hij de dodecaëder had uitgevonden. Weer een andere versie noemt het verbreken van de geheimhoudingsplicht van het pythogareïsch broederschap als reden voor de moord op Hippasus.

## Filosofie
Hippasus zou net als Heraclitus het vuur hebben geformuleerd als eerste oorzaak (ἀρχή) van alles. Verder wordt Hippasus verweten dat hij de filosofie van Pythagoras plagieerde en presenteerde als zijn eigen werk. Een verhaal wat ook later als smaad kan zijn ontstaan nadat Hippasus in ongenade was geraakt bij de pythagoreïsche school.

## Irrationale getallen

√2: een irrationaal getal

Hippasus wordt gezien als de ontdekker van irrationale getallen, iets wat hij met het leven heeft moeten bekopen. In eerste instantie hielden de pythagoreeërs er de overtuiging op na dat ieder getal geschreven kon worden als een breuk, de ontdekking van irrationale getallen was in strijd met dit pythagoreïsch dogma. 
Hippasus wordt de ontdekking van de irrationaliteit van √2 toegeschreven. Als men namelijk een rechthoekige driehoek inbeeldt waarbij de verticale en horizontale zijden beide een lengte hebben van 1, dan volgt uit de Stelling van Pythagoras dat de schuine zijde van de driehoek een lengte heeft van √2. Een andere interpretatie stelt dat Hippasus het bestaan van irrationale getallen zou hebben afgeleid van de vorm van een pentagram. Na zijn ontdekking van het irrationaal getal, zou Hippasus op zee zijn verdronken als straf voor het breken met de overtuigingen van de pythagoreïsche school.

## Muziekintervallen
Hippasus is de oudste pythagoreeër waarvan bekend is dat hij werkte aan muziektheorie. Hij wordt gezien als de uitvinder van muzikale intervallen zoals 4:3, 3:2 en 2:1, aan de hand van een experiment met bronzen schijven gelijk in diameter maar verschillend in dikte. De diktes van de schijven varieerde in de verhoudingen 4:3, 3:2 en 2:1. Door op de schijven te slaan ontstonden er vervolgens verschillende muzikale intervallen.